# Octave de Traynel
Octave de Traynel, dit le marquis de Traynel, né le 24 juin 1857 à Melun (Seine-et-Marne) et mort en mars 1943 à Omonville-la-Rogue (Manche), est un diplomate, homme politique, archéologue, érudit et homme de lettres français. Il a publié sous son nom, et sous les pseudonymes de Jean de Neltray et d'Olivier de Traynel ; sous ce dernier nom de plume, il est l'auteur de romans d'anticipation et de science-fiction.

## Biographie
Jean Octave de Traynel, né le 24 juin 1857 à Melun (Seine-et-Marne), est le fils de Pierre Éric de Traynel (1823-1893), officier d'infanterie, et d'Antoinette Marie Claire Frigoult de Liesville.
Diplomate, il a été attaché d'ambassade à Lima (Pérou) en 1881-1882. Il a occupé une partie de son séjour à faire des fouilles dans la région de Lima (notamment à Ancón) ainsi que dans le nord du Pérou. Il en a tiré un ouvrage, Fouilles et voyages au pays des Incas, publié en 1886 sous le pseudonyme de Jean de Neltray.
De son mariage en 1883 avec Eugénie Garsement de Fontaine (1858-1924), d'une famille de l'Yonne, fille de Louis Garsement de Fontaine (1827-1910), conseiller général de l'Yonne et maire de Fontaine-la-Gaillarde, et d'Élisabeth Berthier de Viviers, il a eu deux fils et deux filles. Sa femme lui apporta le château de Viviers, à Viviers (Yonne), qu'elle tenait de sa mère, mais sa situation financière ne lui permit pas de le conserver.
Quand il est en France, il partage son temps entre l'Yonne, où il est installé au château de Fontaine, à la suite de son mariage, et où il fait partie de la Société archéologique de Sens, et la Manche, où il restait propriétaire de terres dans le Cotentin, héritées de sa famille paternelle, comme la ferme de la Cotentine à Omonville-la-Rogue, aujourd'hui en ruines et propriété du Conservatoire du Littoral. De 1886 à 1892, il est conseiller général du canton de Bricquebec.
Il se fait connaître aussi comme auteur de fiction sous le nom de plume d'Olivier de Traynel (il fait précéder son nom du prénom d'Olivier au lieu d'Octave) et publie à partir de 1892 des œuvres relevant du fantastique et de la science-fiction.

## Ouvrages
Sous son nom
- « Mémoires de Bertin (1560-1674) », Bulletin de la Société archéologique de Sens, XXV, 1910, p. 71-115 (en ligne).

Sous le pseudonyme de Jean de Neltray
- Fouilles et voyages au pays des Incas, Sens, C. Duchemin, 1886, 152 p.
- Monnaies romaines et objets d'art du XVIIe siècle : vente à l'Hôtel Drouot les 2, 3 et 4 avril, 1914.

Sous le pseudonyme d'Olivier de Traynel
- La Bête Loripai (Tante Gisèle. Le Bouquet. Caïn le justicier. Mon pauvre ami d'Escoutignac. Fatalité. Le Pendu. La Roulotte. Mémoires d'un gibus. Le Retraité. Pour finir), Paris, Librairie Paul Ollendorff, 1892, 328 p.
- Élisabeth Faldras, illustrations de Géo Dupuis, Paris, Librairie Paul Ollendorff, 1908.
- La Découverte du docteur Faldras, illustrations de José Roy, Paris, Librairie Paul Ollendorff, 1909.
- La Boussole merveilleuse, illustrations de William Adolphe Lambrecht, Paris, Boivin, 1923, 280 p.

## La Boussole merveilleuse
Cet ouvrage peut être comparé aux romans d'aventure de Jules Verne. Malgré son titre il n'y est en aucune façon question d'une boussole. L'instrument au centre de l'intrigue et inventé par le héros est une sorte de détecteur de métal pourvu d'une sonnerie qui se déclenche à proximité d'une certaine quantité d'or et d'une aiguille qui en indique la position. Les dates souvent indiquées sur les ouvrages en vente (1923 et 1935) n'apparaissent pas sur toutes les éditions (couverture rouge). Il en existe une non datée (couverture bleue). De nombreuses incohérences techniques font penser que le texte a très probablement été écrit avant la Première Guerre mondiale dans l'enthousiasme débordant des premiers progrès de l'aviation. Dès la première page, il est question de l'exercice commercial 1924-1925 de la plus grande société de constructions d'avions française, mais il est évident que cette date se situe dans un futur assez lointain.
Les avions décrits sont capables des prouesses les plus invraisemblables comme de se poser dans une grotte dans les gorges du Tarn ou de s'arrêter en plein vol au-dessus de l'océan pour faire monter à son bord au moyen d'une échelle des naufragés perchés en haut d'un mât d'un navire en train de couler ! Les seules gravures représentant des aéronefs montrent des modèles très primitifs (types monoplan Blériot et biplan Farman 1910 environ) bien antérieurs à la Grande Guerre.